# Bonitas Pro Cycling
Bonitas Pro Cycling, of Team Bonitas, is een Zuid-Afrikaanse wielerploeg. De ploeg is in 2008 opgericht als Team Medscheme, en veranderde in 2011 hun naam in Team Bonitas. Tot 2013 maakte de ploeg deel uit van de UCI Africa Tour. De teammanager is voormalig Zuid-Afrikaans kampioen Malcolm Lange.

## Bekende renners
- Jason Bakke (2011-2012)
- Darren Lill (2012)
- Ian McLeod (2012)

## Seizoen 2014

### Renners
| Naam                 | Geboortedatum     | Nationaliteit | Ploeg 2013         |
| -------------------- | ----------------- | ------------- | ------------------ |
| Herman Fouche        | 30 maart 1987     | Zuid-Afrika   |                    |
| Dylan Girdlestone    | 11 oktober 1989   | Zuid-Afrika   | Team Westvaal BMC  |
| Clint Hendricks      | 26 september 1991 | Zuid-Afrika   |                    |
| Jayde Julius         | 27 augustus 1993  | Zuid-Afrika   |                    |
| Christopher Jennings | 5 februari 1991   | Zuid-Afrika   | La Pomme Marseille |
| Luthando Kaka        | 6 januari 1986    | Zuid-Afrika   |                    |
| Hendrik Kruger       | 30 juli 1991      | Zuid-Afrika   |                    |
| Jevandre Pauls       | 26 mei 1995       | Zuid-Afrika   |                    |

### Overwinningen
Mzansi Tour
3e etappe: Herman Fouche
4e etappe: Hendrik Kruger